# Lidö herrgård

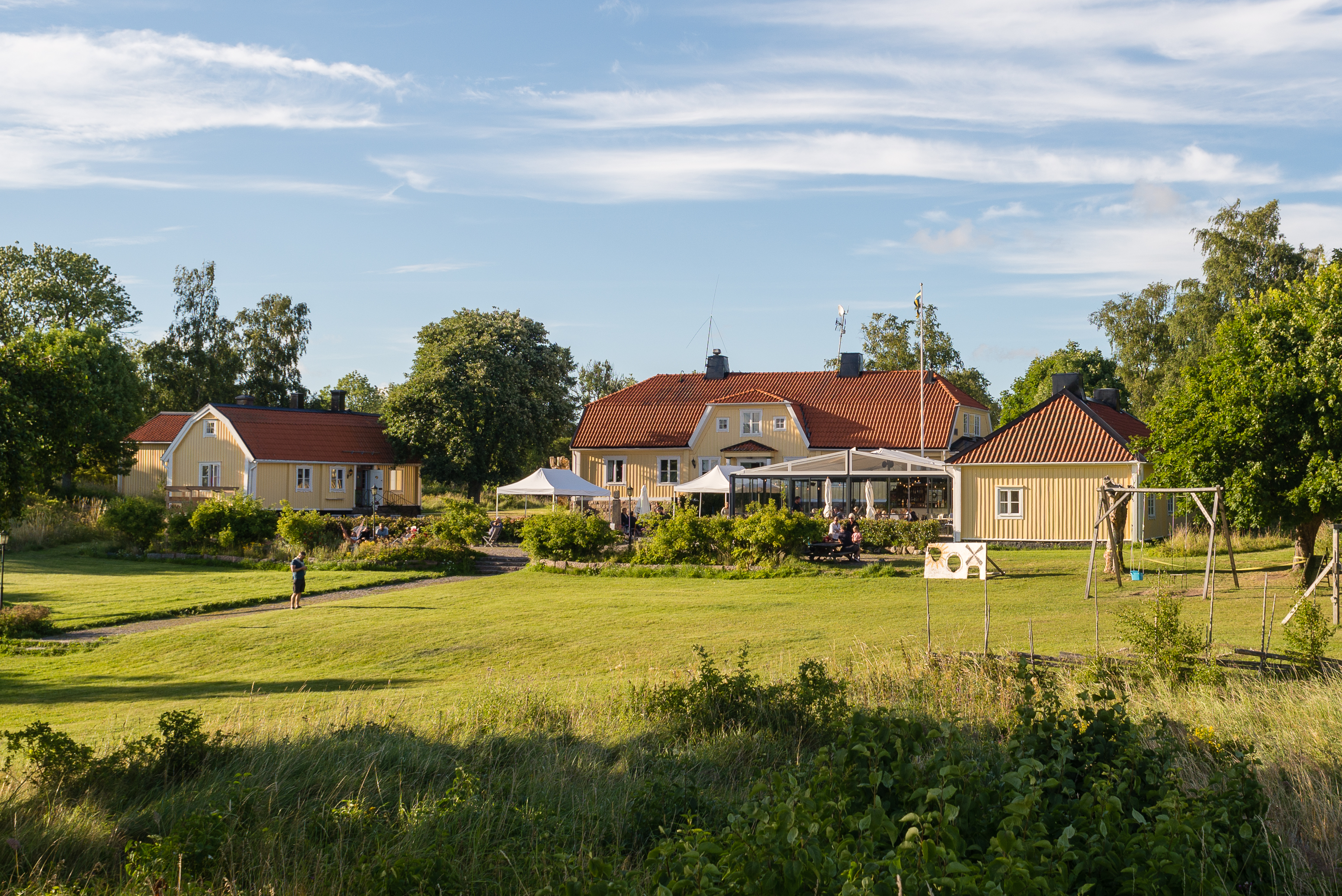
Lidö herrgård i juli 2020.

Lidö herrgård (även Lidö säteri) är en tidigare sätesgård belägen på ön Lidö i Norrtälje kommun i Stockholms norra skärgård. Den nuvarande huvudbyggnaden är uppförd 1769, men gården har medeltida rötter.

## Historik och ägare

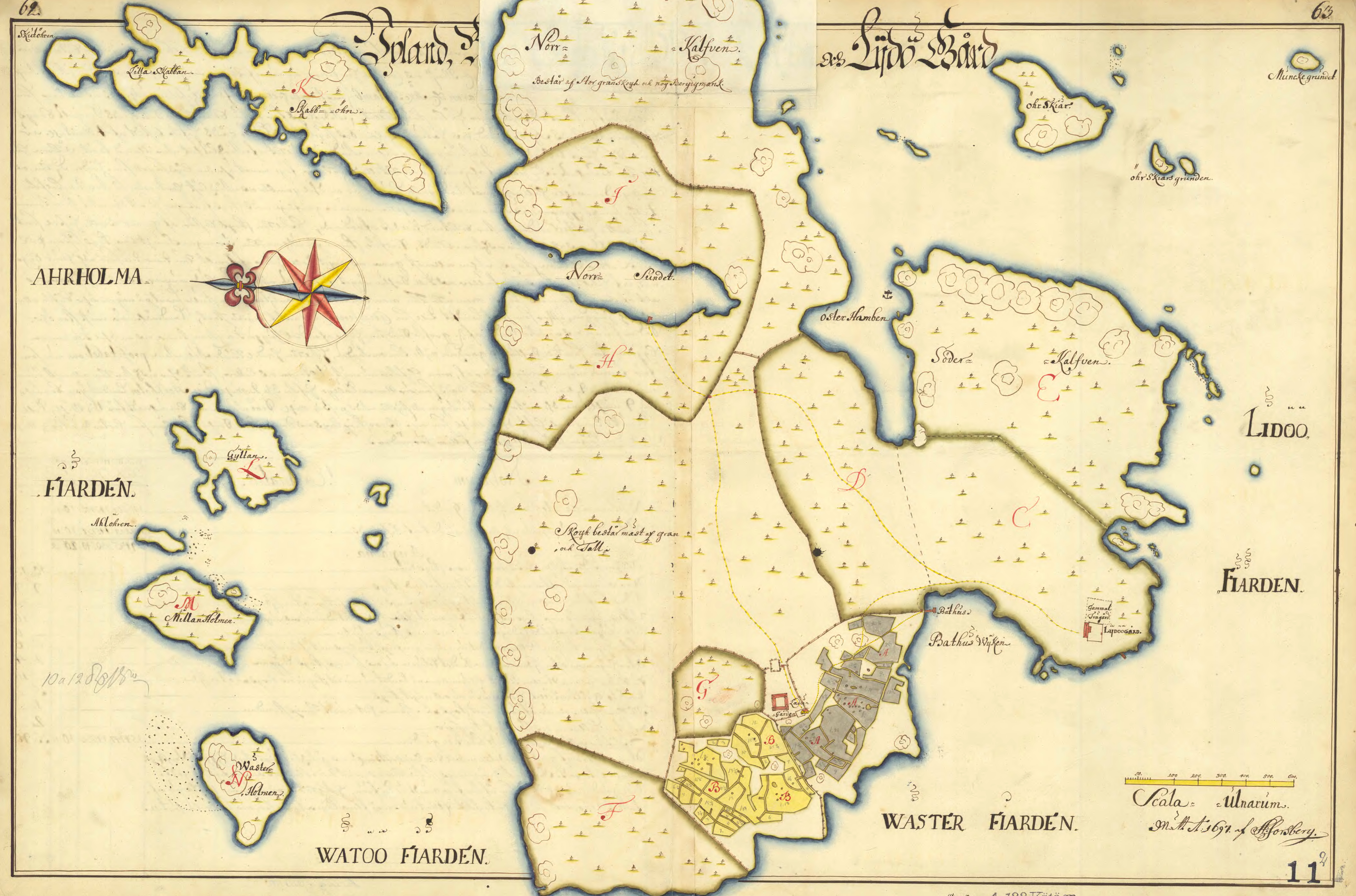
Lidö gårds ägor, 1697

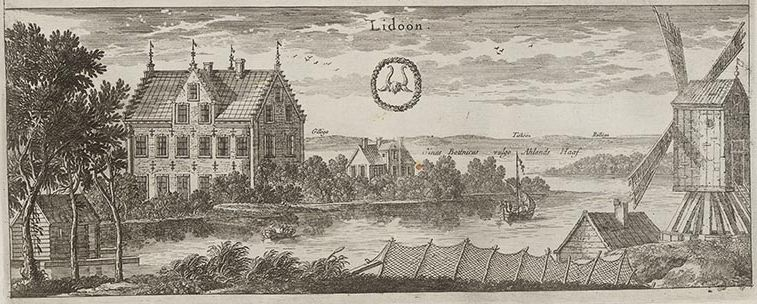
Lidöön i Suecia-verket, 1670-talet.

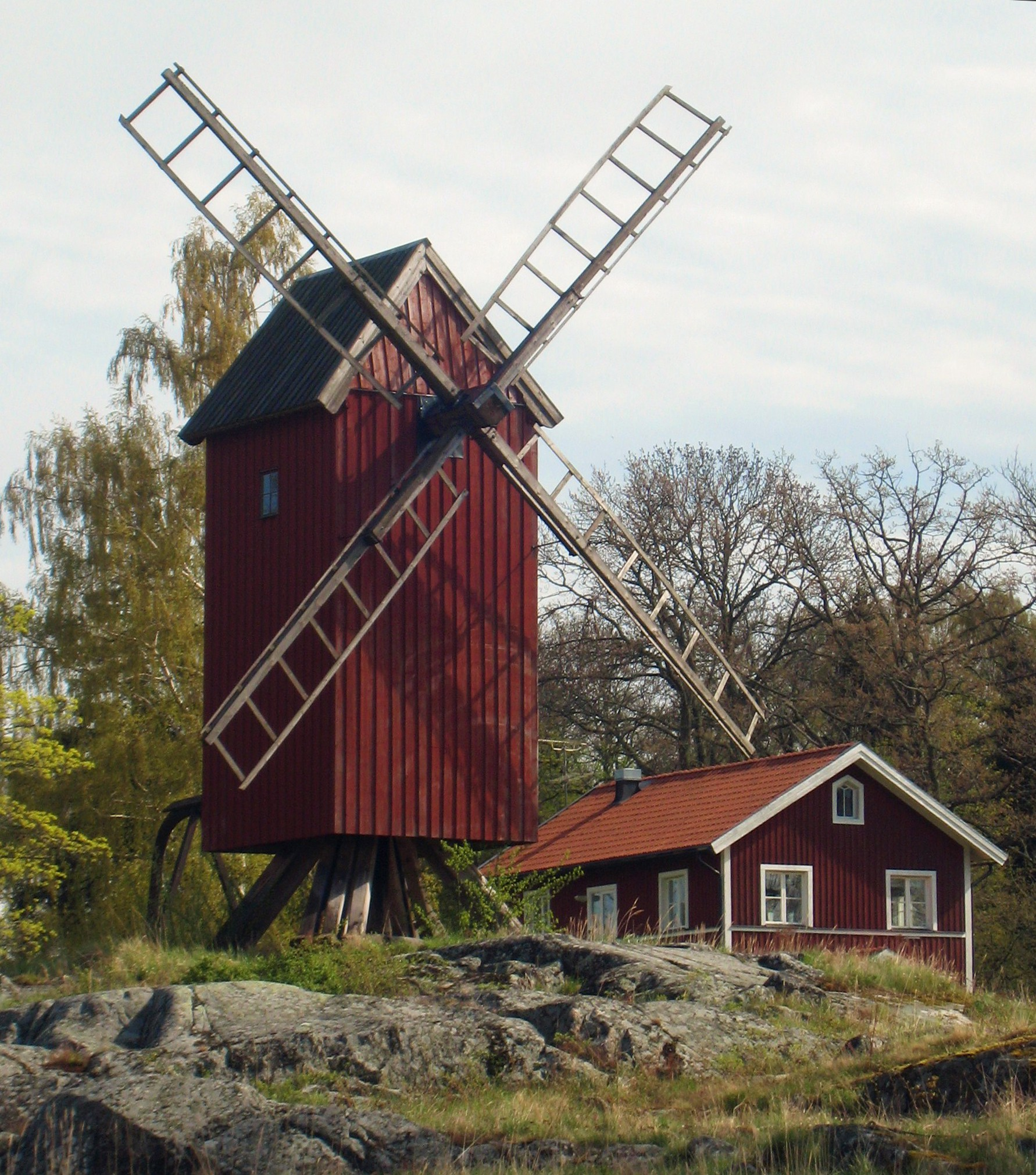
Lidö kvarn, 2012.

Vid arvskiftet 1328 efter lagmannen Birger Person av Finstaätten, far till den heliga Birgitta, tillföll Lidö Birger Perssons son, Israel Birgersson. År 1376 skiftar ärkebiskopen Birger Gregersson och riddaren Kettil Johansson, båda av Malstaätten, markland av de gods de ärvt efter lagman Birger Persson och hans bror Johan Gregerssons far och mor, deras faster Katarina Johansson och farbror Thomas Johannis, biskop i Växjö stift. Dessförinnan hade Lidö övergått från Finstaätten till Malstaätten genom att kung Magnus Eriksson på 1350-talet dömt till Malstaättens favör vilket innebar att Finstaätten blev av med Lidö.
År 1378 skedde ytterligare ett skifte mellan ärkebiskopen Birger Gregersson och riddaren Kettil johansson där ärkebiskopen ger Kettil ”ett bol i Lidhu” i Vätö socken. Detta innebär att då bol betyder gård så har Lidö en gård 1378. Flera bönder omnämns i medeltida brev mellan 1400- och 1600-talet och Lidö har i slutet av 1600-talet tre gårdar och två torp. Torpen är belägna vid Svinvallen.
Enligt köpekontrakt 1630 övertog Bengt Oxenstierna Lidö från släkten Bielke. År 1633 gifte sig Resare-Bengt med Margareta Brahe. Bengt Oxenstierna lät 1634 uppföra den första herrgården på Lidö. Troligen använde han det som en anhalt vid sina resor över Ålands hav under den tid han var guvernör i Livland och Ingermanland. År 1664 köpte Anders Torstensson Lidö av Margareta Brahe. Under hans tid skickades sten härifrån skickades till Anders Torstenssons Penningby.
Anders Torstensson pantsatte under sin tid som ägare egendomen med en mängd underlydande, däribland Idö, till fältmarskalken Otto Vilhelm von Königsmarck som blev ägare i slutet av 1670-talet. Vid hans död 1688 tog hans släktingar över. År 1695 indrogs Lidö till kronan på grund av kronans actoris causae Peter Francs brev 1695 framställda gravitationer mot ägaren Hans Christoffer von Königsmarck, som hade sitt ursprung i kammarkommissionens krav mot honom. Sedan 1600-talets slut hörde även en väderkvarn till gården (se Lidö kvarn). Nuvarande kvarn är daterad 1819.
Enligt köpebrev den 20 november 1696 bytte baronen Åke Rålamb till sig Lidö med flera öar i utbyte mot sätesgården Signhildsberg i Håtuna socken. Åke Rålamb dog 1718 och vid rysshärjningarnas början 1719 ägdes Lidö av Claes Rålamb.
År 1764 förvärvades Lidö genom ombud av ostindiefararen och Arholma-sonen Matts Persson Holmers, som lät uppföra den nuvarande herrgården 1769 på ruinerna efter ett medeltida jaktslott. Hur detta jaktslott såg ut syns, i något idealiserad form, på Erik Dahlberghs illustration i Suecia-verket från 1670-talet. Mats Persson som tidigare tjänstgjord som kofferdikapten vid Svenska Ostindiska Companiet blev en förmögen man. Då han inte var adlig tvingades han köpa säteriet via ombud. Mats Holmers son Gustaf Holmers, som var rikast i Vätö socken verkade som redare och lät bland annat bygga traktens första Skonert i samarbete med Matts Pehrsson.

## Gårdens nyare historik
År 1891 såldes Lidö herrgård till "Blidökungen" Johan Österman som lät stycka av olika delar av herrgårdens ägor. I början av 1900-talet fanns på Lidö Sveriges största minkfarm med egen fiskeflotta och två kilometer burar där minkarna dagligen utfodrades med två ton mat. 1945 köptes Lidö herrgård som semesterhem för husmödrar men såldes 1998 till Skärgårdsstiftelsen. 2002 startade ett försök att återställa det gamla jordbrukslandskapet med ett tjugotal nötdjur, några hästar och fokus på naturvård.

## Bilder

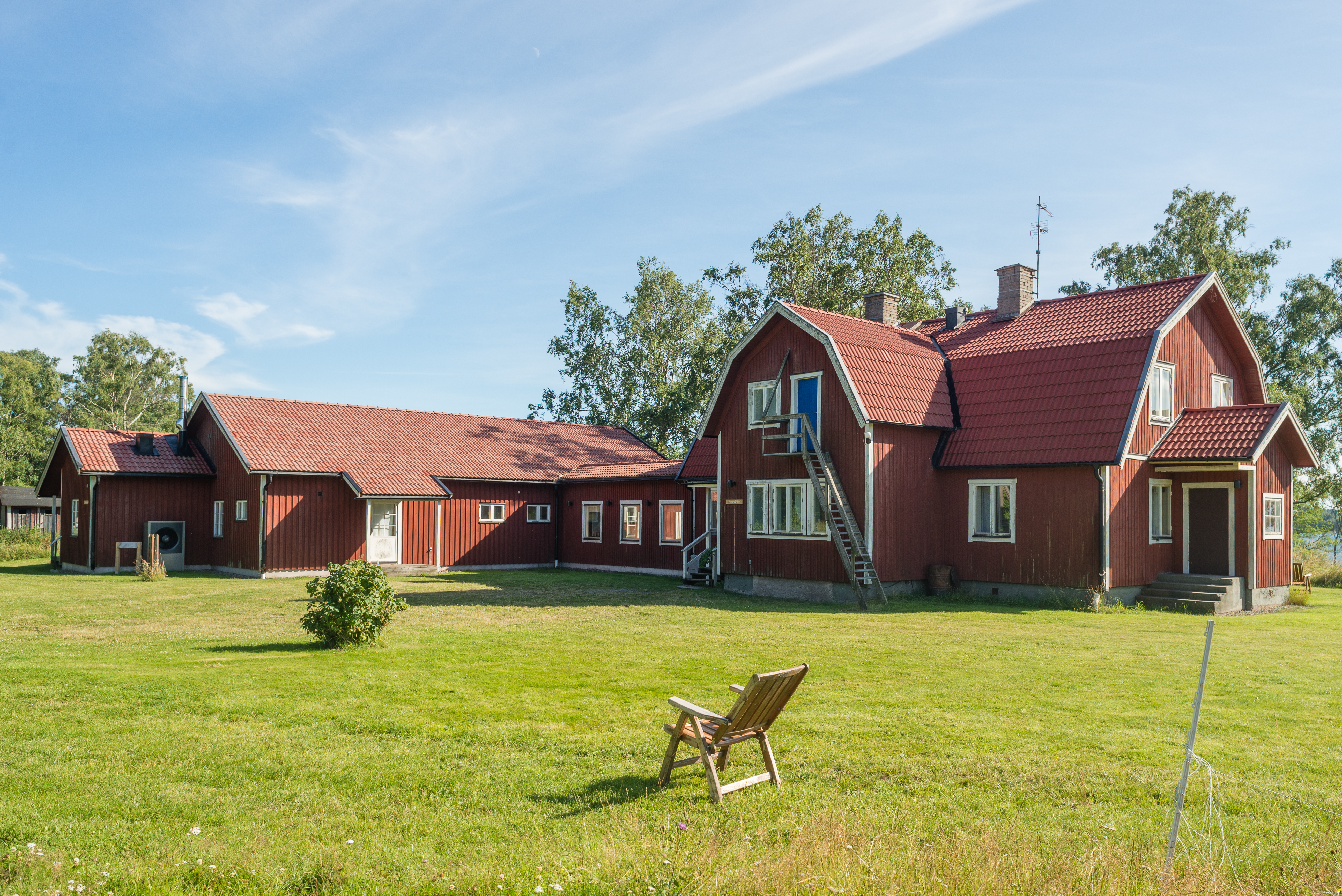
Vandrarhem, tidigare semesterhem för husmödrar.
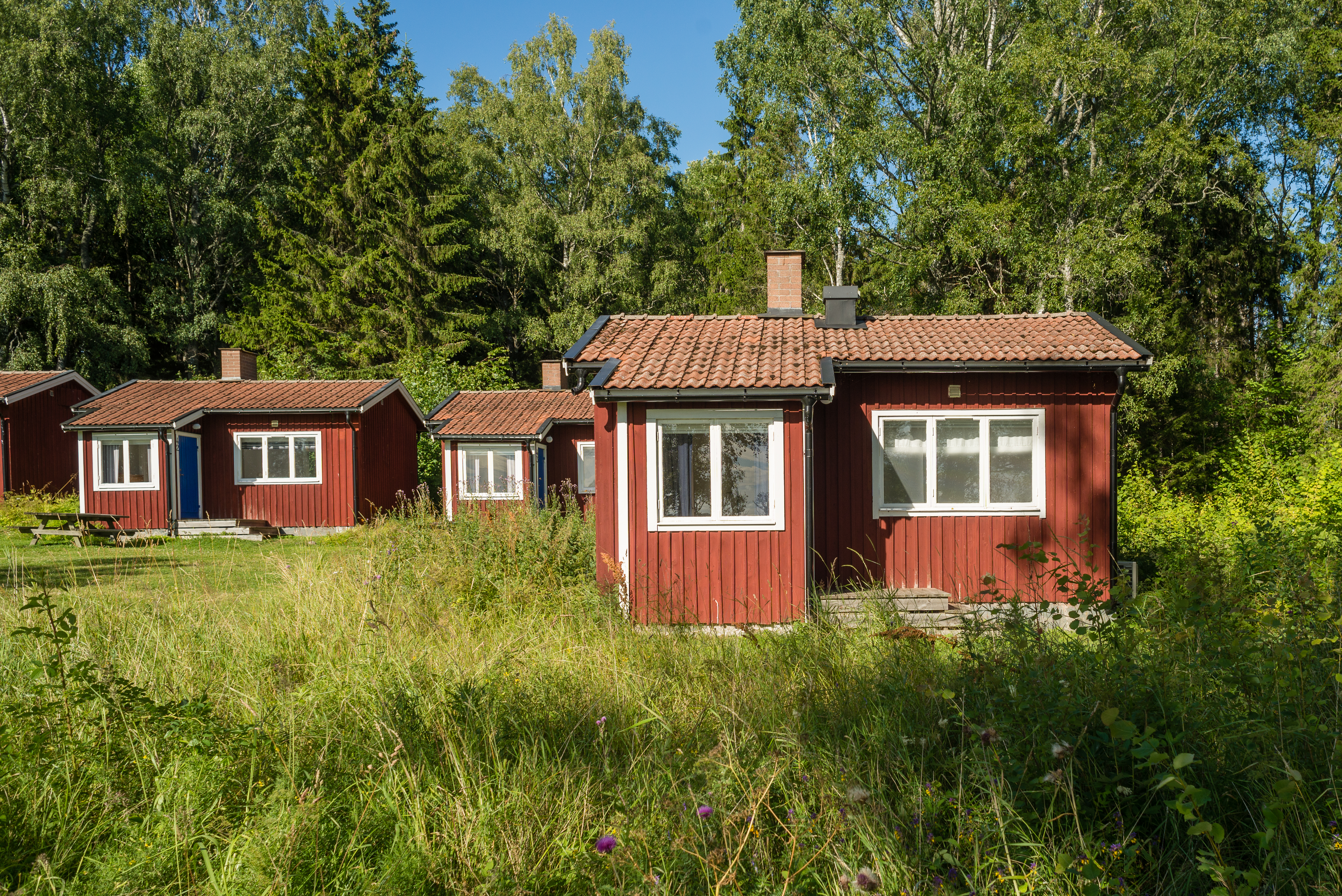
Stugor från tiden som semesterhem för husmödrar.
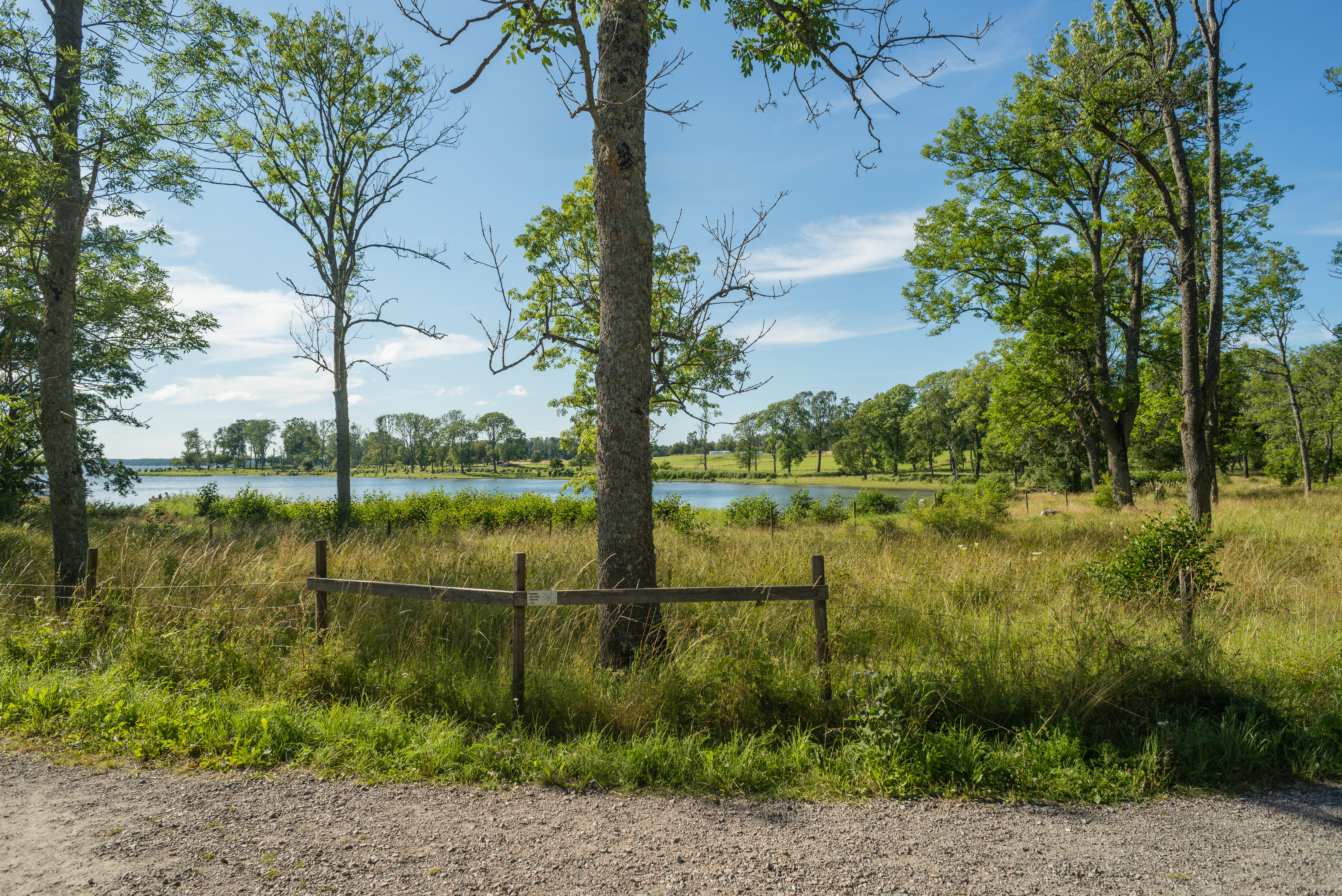
Kulturlandskap nära herrgården.